# Megalomus angulatus
Megalomus angulatus är en insektsart som beskrevs av Carpenter 1940. Megalomus angulatus ingår i släktet Megalomus och familjen florsländor. Inga underarter finns listade i Catalogue of Life.